# Aeroportul Inverell
Aeroportul Inverell (IATA: IVR, ICAO: YIVL) este un aeroport din Inverell⁠(d), Noul Wales de Sud, Australia. A fost numit după Inverell⁠(d).
Situat la o altitudine de 811 m, aeroportul dispune de o singură pistă. Este operat de Inverell Shire⁠(d).